# واری
واری (به لاتین: Warri) یک شهر و شهر بندری در نیجریه است که در ایالت دلتا واقع شده‌است.